# Waterville Valley
Waterville Valley är en kommun (town) i Grafton County i New Hampshire i USA med cirka 257 invånare år 2000, och 247 invånare 2010. Vintertid är alpin skidåkning populärt i Waterville Valley Resort, medan det sommartid främst är golf, tennis och vandring som gäller.

## Historia
Waterville Valley befolkades första gången under 1760-talet och inkorporerades som Waterville 1829. Namnet Waterville Valley antogs 1967.

## Utbildning
Waterville Valley Elementary School är också känd som "Little Red School" och hade 35 elever mellan förskola och åttonde klass under skolåret 2006/2007.

### Fotnoter
1. ↑  ”Waterville Valley town, Grafton County, New Hampshire” (på engelska). United States Census Bureau. 14 mars 2010. Arkiverad från originalet den 12 februari 2020. https://archive.today/20200212234526/http://factfinder.census.gov/faces/nav/jsf/pages/community_facts.xhtml. Läst 9 augusti 2015.